# إستراداس دي البرتغال
في نوفمبر 2007، أصبحت إي بي إستراداس دي البرتغال خلفًا لـ إي بي - إستراداس دي البرتغال، إي بي إي ( المعروفة أيضًا باسم إستراداس دي البرتغال أو إي بي ) والتي كانت الوكالة المسؤولة عن إدارة الطرق في البرتغال منذ عام 2004. إي بي إستراداس دي البرتغال هي شركة مملوكة بنسبة 100% من قبل حكومة البرتغال ولديها امتياز مدته 75 عامًا لتطوير وتخطيط وصيانة شبكة الطرق في البرتغال، باستثناء معظم الطرق السريعة في المقاطعة، والتي يديرها بريسا سا .

## بلانو رودوفياريو ناسيونال
انظر الطرق في البرتغال .

## روابط خارجية
- إستراداس دي البرتغال
- بي آر إن 2000 - بلانو رودوفياريو ناسيونال